# 1953 год в кино

## Фильмы

### Мировое кино

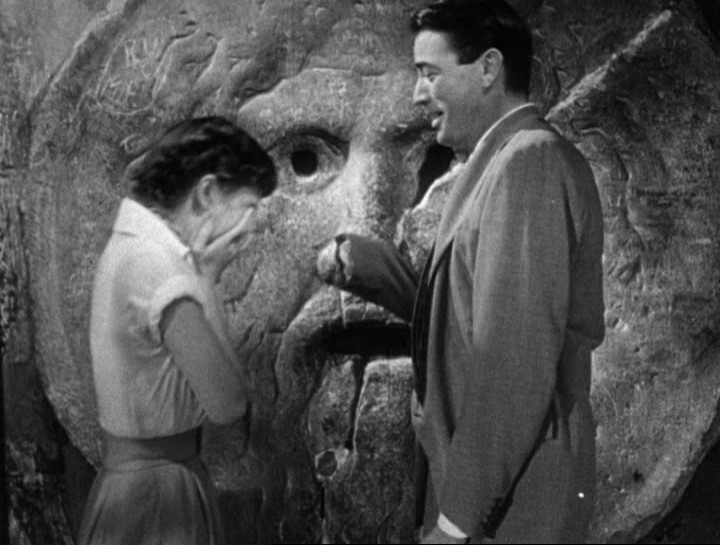
фильм «Римские каникулы»

- «Вечер шутов» / Gycklarnas afton, Швеция (реж. Ингмар Бергман)
- «Вокзал Термини» / Stazione Termini, Италия (реж. Витторио Де Сика)
- «Где свобода?» / Dov’e la liberta…?, Италия (реж. Роберто Росселлини)
- «Два бигха земли» / Do Bigha Zamin, Индия (реж. Бимал Рой)
- «Джентльмены предпочитают блондинок» / Gentlemen Prefer Blondes, США (реж. Говард Хоукс)
- «Жизнь порядочного человека» / La Vie d’un honnête homme, Франция (реж. Саша Гитри)
- «Как выйти замуж за миллионера» / How to Marry a Millionaire, США (реж. Жан Негулеско)
- «Каникулы господина Юло» / Les Vacanses De M. Hulot, Франция (реж. Жак Тати)
- «Лагерь для военнопленных № 17» / Stalag 17, США (реж. Билли Уайлдер)
- «Летающий калакукко» / Lentävä kalakukko, Финляндия (реж. Вилле Салминен)
- «Лето с Моникой» / Sommaren Med Monika, Швеция (реж. Ингмар Бергман)
- «Любовь в городе» / L’Amore in Città, Италия (реж. Федерико Феллини)
- «Мадам де…» / Madame de…, Франция-Италия (реж. Макс Офюльс)
- «Маменькины сынки» / I Vitelloni, Италия (реж. Федерико Феллини)
- «Могамбо» / Mogambo, США (реж. Джон Форд)
- «Молочница Хилья» / Hilja, maitotyttö, Финляндия (реж. Тойво Сярккя)
- «Не тронь добычу» / Touchez pas au grisbi, Франция (реж. Жак Беккер)
- «Ниагара» / Niagara, США (реж. Генри Хэтэуэй)
- «Отныне и во веки веков» / From Here to Eternity, США (реж. Фред Циннеман)
- «Плата за страх» / Le Salaire de la peur, Франция (реж. Анри-Жорж Клузо)
- «Побег из Форта Браво» / Escape From Fort Bravo, США (реж. Джон Стёрджес)
- «Попутчик» / The Hitch-Hiker, США (реж. Ида Лупино)
- «Римские каникулы» / Roman Holiday, США (реж. Уильям Уайлер)
- «Сильная жара» / The Big Heat, США (реж. Фриц Ланг)
- «Сказки туманной луны после дождя» / 雨月物語, Япония (реж. Кэндзи Мидзогути)
- «Страх и вожделение» / Fear and Desire, США (реж. Стэнли Кубрик)
- «Театральный фургон» / The Band Wagon, США (реж. Винсент Миннелли)
- «Токийская повесть» / 東京物語, Япония (реж. Ясудзиро Одзу)
- «Три мушкетёра» / Les Trois moushqueteurs, Франция (реж. Андрэ Юнебель)
- «Хозяин Баллантрэ» / The Master of Ballantrae, Великобритания (реж. Уильям Кайли)
- «Человек на канате» / Man on a Tightrope, США (реж. Элиа Казан)
- «Шейн» / Shane, США (реж. Джордж Стивенс)
- «Я исповедуюсь» / I Confess, США (реж. Альфред Хичкок)

### Советское кино

#### Фильмы БССР
- Поют жаворонки (р/п. Владимир Корш-Саблин и Константин Санников).

#### Фильмы РСФСР
- «Адмирал Ушаков», (реж. Михаил Ромм)
- «Алеко», (реж. Сергей Сиделёв)
- «Алёша Птицын вырабатывает характер», (реж. Анатолий Граник)
- «Арена смелых», (реж. Сергей Гуров, Юрий Озеров)
- «Весна в Москве», (реж. Надежда Кошеверова и Иосиф Хейфиц)
- «Вихри враждебные», (реж. Михаил Калатозов)
- «Возвращение Василия Бортникова», (реж. Всеволод Пудовкин)
- «Застава в горах», (реж. Константин Юдин)
- «Званый ужин», (реж. Фридрих Эрмлер)
- «Корабли штурмуют бастионы», (реж. Михаил Ромм)
- «Любовь Яровая», (реж. Ян Фрид)
- «Мастера русского балета», (реж. Герберт Раппапорт)
- «Свадьба с приданым», (реж. Татьяна Лукашевич и Борис Равенских)
- «Тени», (реж. Николай Акимов и Надежда Кошеверова)

### Фильмы УССР
- «Судьба Марины», (реж. Исаак Шмарук, Виктор Ивченко)

## Лидеры проката в СССР
1. Любовь Яровая (реж. Ян Фрид) — 46.4 млн зрителей
2. Свадьба с приданым (Татьяна Лукашевич и Борис Равенских) — 45.4 млн зрителей
3. Застава в горах (реж. Константин Юдин) — 44.8 млн зрителей
4. Анна Каренина (реж. Татьяна Лукашевич) — 34.7 млн зрителей
5. Звезда (реж. Александр Иванов) — 28.9 млн зрителей
6. «Адмирал Ушаков», (реж. Михаил Ромм) — 9 место, 26.0 млн зрителей

## Персоналии

### Родились

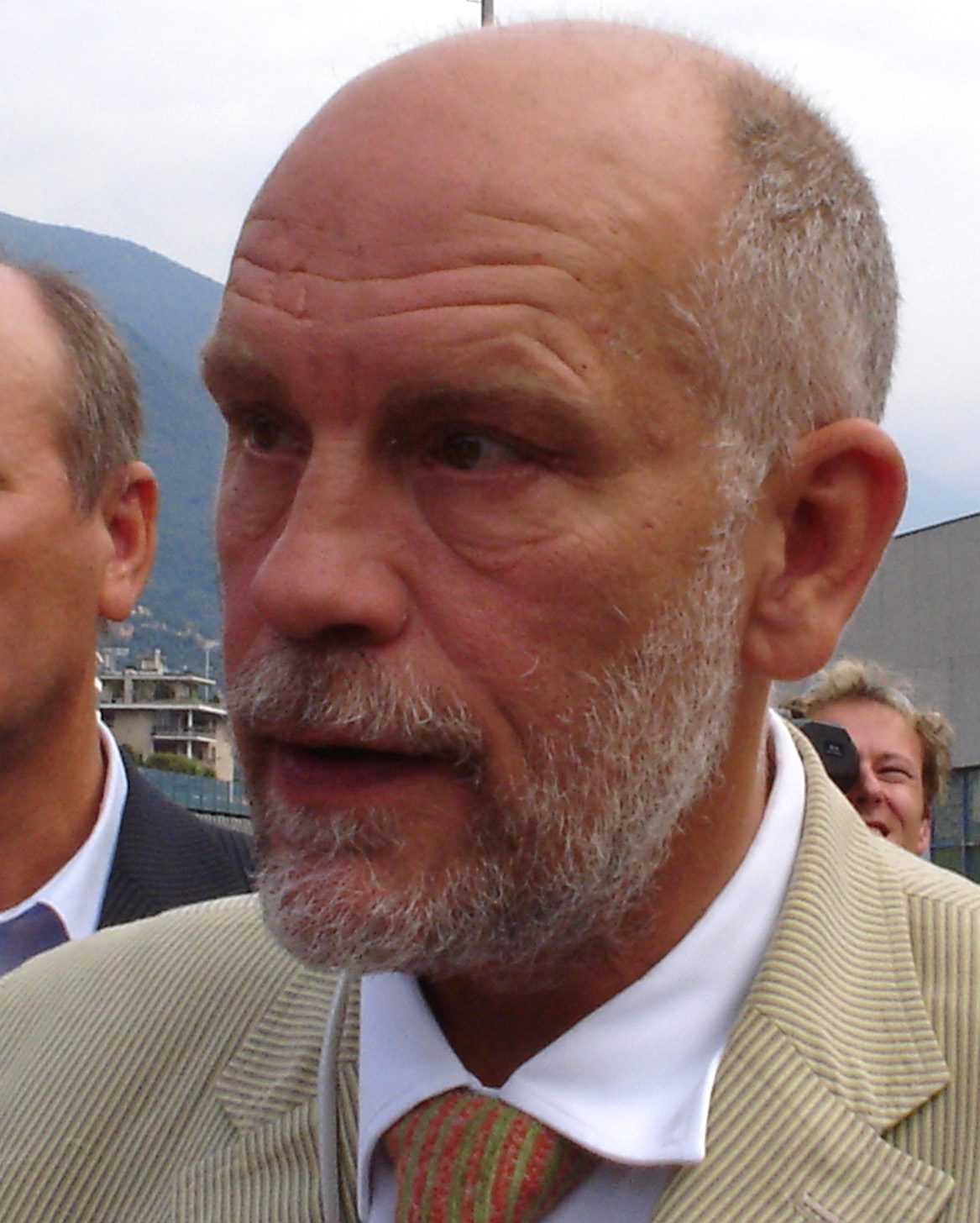
Джон Малкович (2005)

- 22 января — Джим Джармуш, американский кинорежиссёр и сценарист.
- 13 февраля — Владимир Антоник, советский и российский актёр театра и кино.
- 16 мая — Пирс Броснан, ирландский актёр и продюсер, один из исполнителей роли Джеймса Бонда.
- 29 мая — Александр Абдулов, советский и российский актёр театра и кино, народный артист России.
- 8 августа — Виктор Авилов, советский и российский актёр театра и кино.
- 2 сентября — Елена Проклова, советская и российская актриса театра и кино.
- 3 сентября — Жан-Пьер Жене, французский кинорежиссёр и сценарист.
- 8 декабря — Ким Бейсингер, американская актриса.
- 9 декабря — Джон Малкович, американский актёр, продюсер и режиссёр.
- 31 декабря — Джеймс Римар, американский актёр театра и кино.

### Скончались
- 6 сентября — Олег Фрелих — российский и советский актёр театра и кино, режиссёр.